# Université catholique de Lille

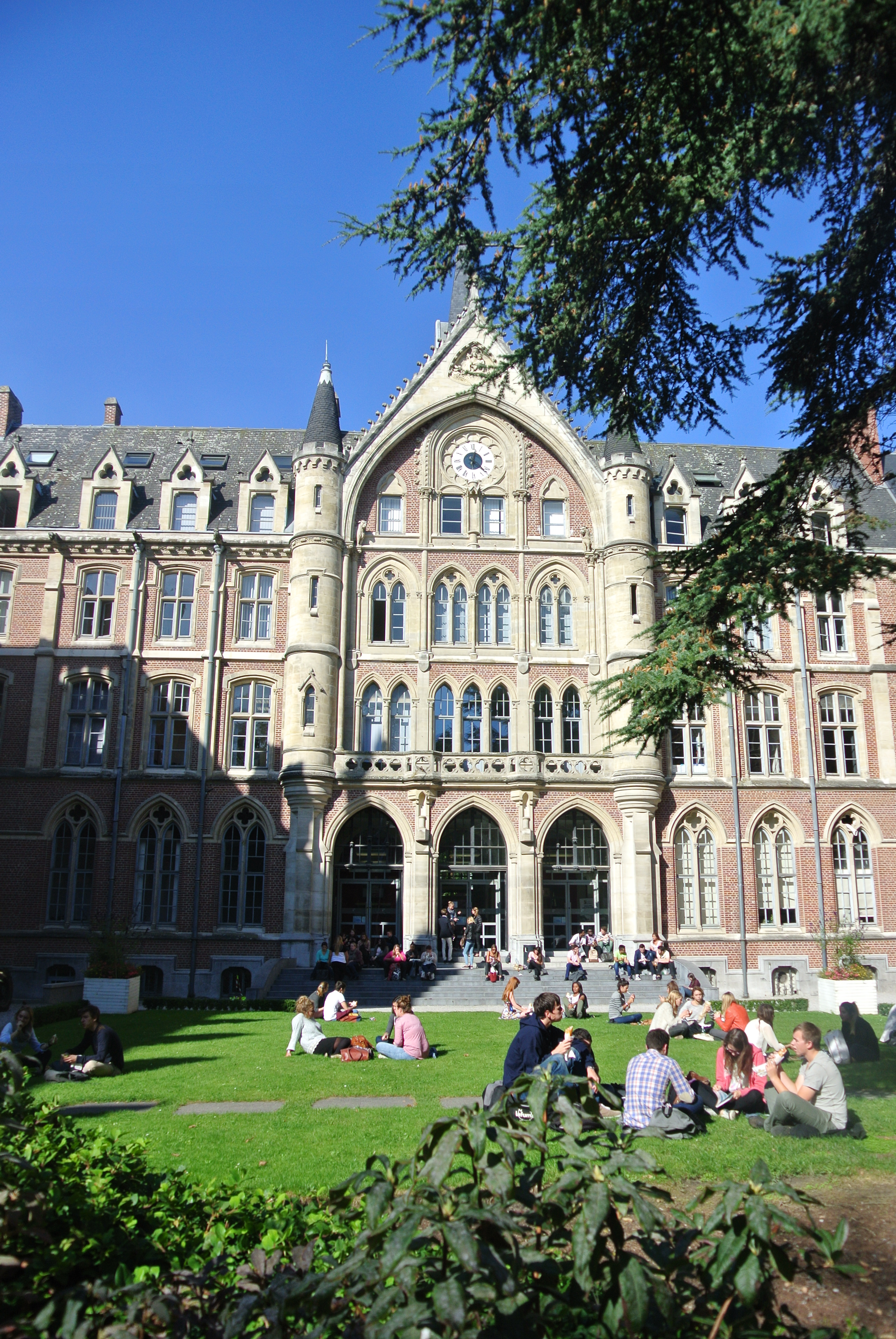
Façade du bâtiment principal de l'université catholique de Lille.

Pour les articles homonymes, voir UCL.
Pour l'université publique de Lille, voir Université de Lille.
L'université catholique de Lille (couramment surnommée « La catho »), officiellement la Fédération universitaire et pluridisciplinaire de Lille (selon ses statuts), est une fédération d'établissements d'enseignement supérieur, d'inspiration catholique, créée en 1973.
Son histoire remonte à 1875. Elle s'associe avec l'université polytechnique Hauts-de-France des centres de recherche, et un groupe hospitalier. L'ensemble de ces établissements accueille plus de 36 700 étudiants en 2021,. L'université catholique de Lille est partenaire de l'initiative d'excellence Université Lille Nord-Europe (I-SITE) porté par l'université de Lille. Le 1er mars 2022, le décret n°2022-304 associant l'université catholique de Lille (FUPL) à l'université polytechnique Hauts-de-France (UPHF) est publié,.

## Historique

### 1875: fondation de l'université

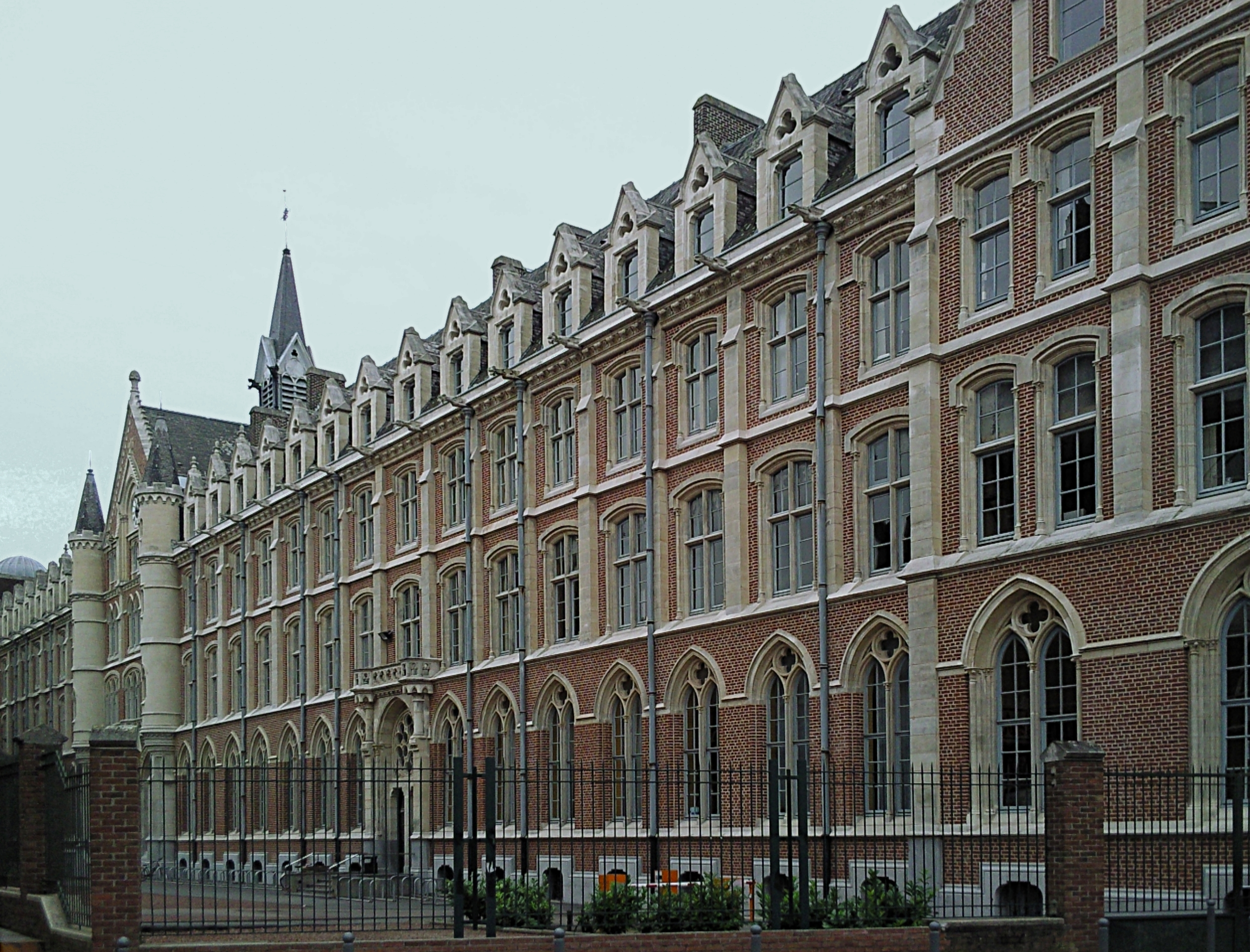
Vue de la cour de l'université catholique de Lille, passage Lepoutre.

À la suite de la promulgation le 26 juillet 1875 de la loi Wallon du 12 juillet 1875 relative à la liberté de l'enseignement supérieur, l'institut catholique de Lille a été fondée en 1875 par un comité de laïcs ultramontains, notamment Philibert Vrau, et Roger Mauve, « gênés » par l’absence d'une telle structure à Lille alors que les facultés de l'État s'y étaient établies depuis 1854 (cependant encore modestement installées).
Nous sommes alors en plein débat national sur la laïcité avant la future séparation des églises et de l'État en France.
La faculté de médecine est créée en 1876 et le Collège de théologie en 1877.
Rebaptisée « université catholique de Lille » le 4 janvier, l'inauguration officielle a eu lieu le 15 janvier 1877, dès la réception de la bulle pontificale qui conférait à l'université catholique de Lille l'institution canonique.
L'université est installée dans des bâtiments de style néo-gothique établis sur les terrains récemment viabilisés à la suite de l'agrandissement de Lille de 1858, ancienne zone marécageuse assainie au cours des années 1860 entre la ville ancienne au nord-est, Wazemmes au sud-est et Esquermes au sud-ouest, dans laquelle un réseau de voies est tracé autour du boulevard Vauban. Ces bâtiments précédent d'une vingtaine d'années ceux de l'université de l'État construits à la fin du XIXe siècle dans le quartier Saint-Michel après une période d'installation provisoire dans les locaux du lycée Faidherbe.
La promulgation le 19 mars 1880 de la loi du 18 mars 1880 relative à l'enseignement supérieur privé modifie la situation instaurée par la loi de 1875. Elle permet le financement des établissements privés d'enseignement supérieur mais interdit l'usage du terme « université » pour les établissements d'enseignement supérieur privés. La jeune « université libre » se voit retirer le titre d'université par le recteur, pour devenir officiellement l'Institut catholique de Lille, bien qu'en interne, elle soit toujours désignée sous le titre d'« université ». Cette année-là, elle prend alors le nom de « Facultés catholiques de Lille ».
En 1885, le colonel Henri Arnould fonde dans le quartier Vauban, l'École des hautes études industrielles, l'actuelle École des hautes études d'ingénieur (HEI) de l'université catholique de Lille.
En 1898, création de l’Institut catholique d’arts et métiers (ICAM) par les jésuites à la demande des industriels de la région, avec notamment l'aide financière de Philibert Vrau.
En 1921, la section des hautes études commerciales du Nord ou HEC Nord, l'actuelle EDHEC Business School, est rattachée à la faculté libre de droit de l'université catholique de Lille. En 1946, l'effectif total d'étudiants d'HEC Nord s'élève à 156.
En 1924, le docteur en droit Paul Verschave fonde l'École supérieure de journalisme de Lille au sein des facultés catholiques. L'école ouvre ses portes en novembre 1924 au 67 boulevard Vauban dans le campus Vauban.
En 1956, fondation de l’Institut supérieur d’électronique du Nord (ISEN) au sein de l'université catholique de Lille par le physicien et ancien ministre Norbert Ségard.
En 1960, l’École supérieure de journalisme de Lille (ESJ) quitte l'université catholique et devient un établissement privé d’enseignement supérieur technique. L'année suivante, ouverture de la Faculté libre des Sciences économiques.
En 1971, bien qu'elles soient entourées d'une solide fédération d'écoles, les facultés de l'université se vident de leurs étudiants et le conseil universitaire doit trancher sur l'avenir de l'établissement. Les partisans d'une intégration de l'université catholique à l'enseignement supérieur public penchent alors en faveur d'une disparition des cinq facultés, hormis celle de théologie, au sein d'une « université Lille-IV ».

### 1973: création de la fédération universitaire et pluridisciplinaire de Lille
En 1973, la Fédération universitaire et polytechnique de Lille se crée pour regrouper une quarantaine de structures privées d'enseignement supérieur.
Bien qu'un article du code de l'éducation interdise à des établissements privés d'utiliser le terme d'université, l'établissement se fait appeler « université catholique de Lille »,. C'est sous ce nom qu'elle communique, tant en France qu'à l'étranger.
En 2018, elle devient la Fédération universitaire et pluridisciplinaire de Lille, tout en communiquant sous le nom d'université catholique de Lille.

### De nos jours
Le 9 juillet 2018, les facultés de l'université catholique de Lille (ICL) et l'université polytechnique Hauts de France remportent ensemble l’appel à projets « Nouveaux cursus à l'université » du programme d'investissement d'avenir 3 (PIA) avec leur projet « PRéLUDE » (Parcours de Réussite en Licence Universitaire à Développement Expérientiel),. Le projet bénéficiera d’un financement à hauteur de 12 millions d’euros sur une durée de dix ans, dont 7 millions d'euros dédiés aux facultés de l'université catholique de Lille (ICL).
Le 13 septembre 2019, le conseil d’administration de l’université polytechnique Hauts de France (UPHF) approuve la signature d’une convention avec les facultés de l'université catholique de Lille (ICL). Le président de l'UPHF Abdelhakim Artiba précise vouloir « porter des projets, sans aucune exclusivité, en particulier sur la dimension pédagogique. Nous n’allons pas fusionner, puisque nous sommes un organisme d’État et que la Catho est privée ».
En octobre 2019, le président-recteur Pierre Giorgini déclare envisager de créer un établissement commun avec l'université polytechnique Hauts de France (UPHF), tout en travaillant sur un projet d’université européenne.
Le 1er octobre 2020, un contrat est signé entre le ministère de l'Enseignement supérieur, de la Recherche et de l'Innovation, l'université polytechnique Hauts de France (UPHF) et l'université catholique de Lille (FUPL) portant la création d'une « Alliance universitaire polytechnique UPHF-FUPL »,.
En septembre 2021, l'université catholique de Lille crée l'École doctorale polytechnique Hauts-de-France avec l'université polytechnique Hauts-de-France (UPHF), dans le cadre de l'Alliance universitaire polytechnique Hauts-de-France initiée en 2020,.

### Blason
Le blason de l'établissement fut élaboré durant la période de fondation. Il met en relief le caractère universitaire et ecclésial de l'institution, la tradition dans laquelle elle s'enracine et la part prise par les deux provinces septentrionales pour sa création.
Quatre quartiers composent ces armoiries :
- le premier offre un champ de gueules avec deux clefs en sautoir : ce sont les armes de l'antique collégiale Saint-Pierre et de la basilique cathédrale Notre-Dame-de-la-Treille ; elle rappellent les origines de l'université et affirment l'union avec la Chaire de Saint-Pierre ;
- le deuxième quartier est un champ d'hermine au livre d'argent ouvert : la science des docteurs et l'ornement qui les distingue ;
- le troisième, d'or au lion de sable (le Lion des Flandres) lampassé de gueules, c'est la Flandre ;
- On y a récemment modifié le quatrième quartier en le transformant par le drapeau étoilé de l'Union européenne.

## Gouvernance
La gouvernance de l'université est assurée par une assemblée générale, composée de tous les membres de la Fédération, et d'un conseil d'administration, élu par l'assemblée générale. Les deux instances décisionnelles sont accompagnées d'instances d'orientation : le conseil supérieur d'orientation et d'éthique et 6 commissions statutaires.
Le conseil supérieur compte 18 à 26 membres. Il regroupe des administrateurs des établissements membres, des représentants des salariés, des membres cooptés dont le président est issu, un étudiant de la Fédération des étudiants de l'université catholique de Lille (FEUCL). L'archevêque de Lille, chancelier de l'université, évêques d'Arras, de Cambrai, le doyen de la faculté de théologie et un représentant des directeurs diocésains de l'enseignement catholique sont membres de droit.
Elle était membre fondateur de la ComUE (Communauté d'universités et établissements) Lille-Nord-de-France, dissoute en 2019. Elle est désormais partenaire de l'initiative d'excellence Université Lille Nord-Europe (I-SITE) porté par l'université de Lille.
Elle est organisée en quatre grands pôles :
- droit, économie, gestion ;
- sciences, technologies, numérique ;
- lettres, sciences humaines, théologie et sciences religieuses, éthique ;
- santé et social.

## Statut des formations et diplômes
Les instituts catholiques, en tant qu'établissements privés, ne peuvent délivrer en leur nom propre aux étudiants des diplômes nationaux comme la licence, le master ou le doctorat, lesquels relèvent du monopole de l'État, en vertu de la loi du 18 mars 1880. Ils peuvent coopérer avec une université pour que leurs étudiants passent les examens d'un grade universitaire délivré par l'université partenaire, ou bien solliciter du recteur d'académie la tenue d'un jury rectoral en vertu de l'article L613-7 du Code de l'éducation.
Ils peuvent délivrer en leur nom des diplômes d'établissement dans toutes les disciplines, ainsi que des diplômes canoniques du Saint-Siège dans les sciences ecclésiastiques, droit canonique, théologie, philosophie.

## Organisation
La Fédération universitaire et pluridisciplinaire de Lille (FUPL) fédère des établissements d'enseignement supérieur et de recherche, des établissements acteurs dans le champ de la santé, de l'action social et du médico-social et des acteurs au service des étudiants et de la communauté universitaire, qui contribuent à la vie de l'université dans un objectif d'intérêt général et d'utilité publique.
Le campus universitaire Vauban s'étend sur 10 ha en ville et comprend 2 000 chambres d'étudiant, une aumônerie, et un centre culturel. L'université catholique de Lille est sous la présidence de Pierre Giorgini depuis juillet 2012.
La fédération compte 33 000 étudiants en 2020 (dont 6 500 en facultés) et environ 40 équipes de recherche (dont 7 labellisées[réf. souhaitée]) ;
L'université catholique de Lille comprend la bibliothèque universitaire Vauban, créée en partenariat avec l'EDHEC, l'IÉSEG, la faculté de gestion, économie et sciences, la faculté des lettres et sciences humaines et la faculté libre de droit, ainsi que 12 bibliothèques de secteur ; ainsi qu'un centre sportif de 7 ha, établi à Ennetières-en-Weppes.

### Facultés
L'Institut catholique de Lille (ICL), établissement d'enseignement supérieur privé d'intérêt général (EESPIG), qui communique sous le nom « les facultés de l'université catholique de Lille », comprend les facultés suivantes :
- la faculté des lettres et sciences humaines ;
- la faculté de droit ;
- la faculté de médecine et de maïeutique & sciences de la santé ;
- la faculté de gestion, économie et sciences :
  - l'Institut supérieur d'expertise et d'audit (ISEA) ;
  - l'École du numérique (EDN)
- la faculté de théologie ;
- ESPOL : European School of Political and Social Sciences ;
- USCHOOL
- ESSLIL
- LiDD École de Design
- PIKTURA

Au 7 décembre 2021, l'Institut catholique de Lille comprend également :
- le Groupement hospitalier de l'Institut catholique de Lille (GHICL), dont le centre hospitalier Saint-Vincent-de-Paul à Lille et le centre hospitalier Saint-Philibert à Lomme ;
- l'École doctorale polytechnique Hauts-de-France avec l'université polytechnique Hauts-de-France, comprenant une dizaine de laboratoires de recherche dont 3 directement rattachés aux facultés de l'université catholique de Lille.

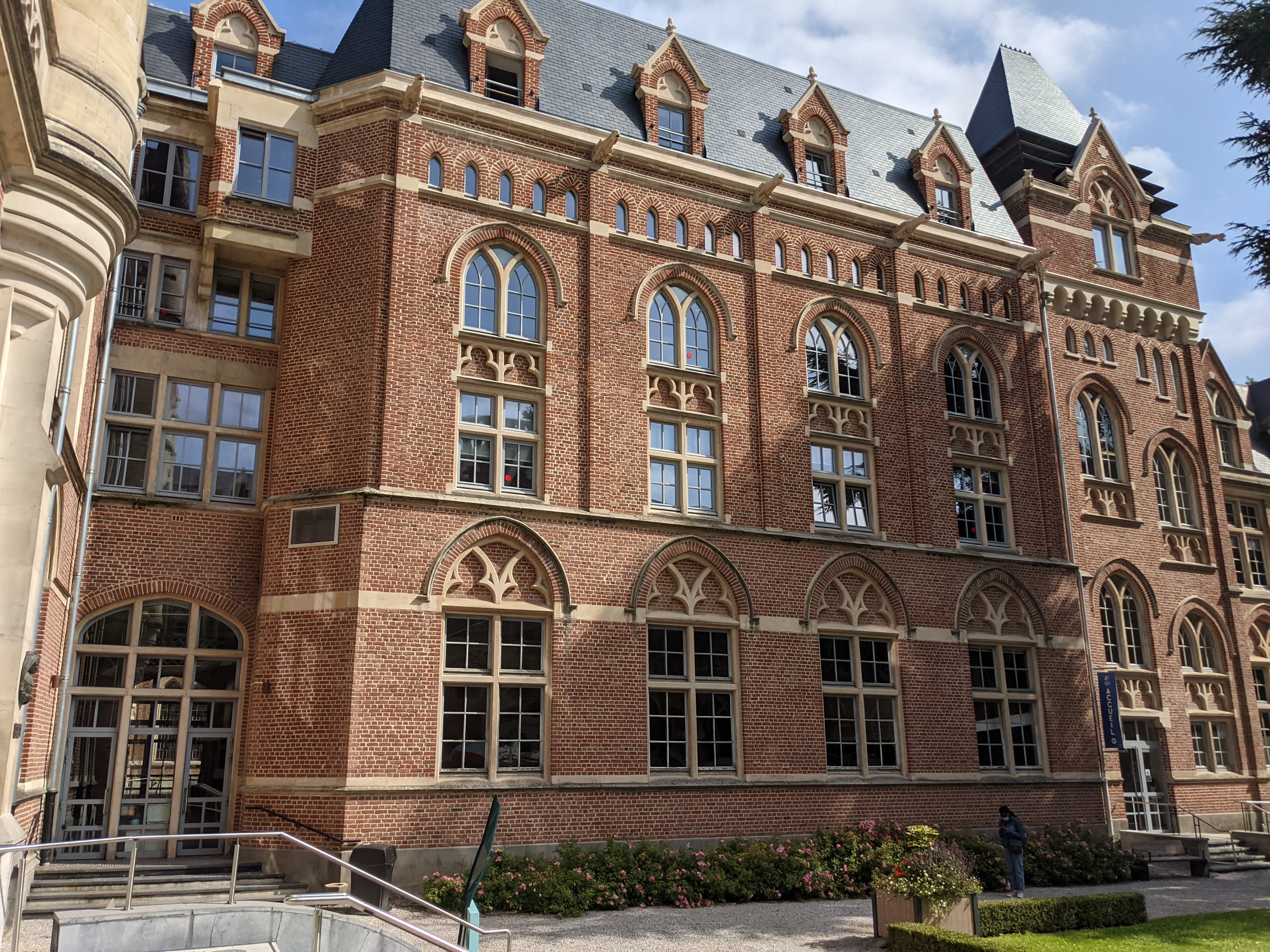
Faculté des lettres et sciences humaines.
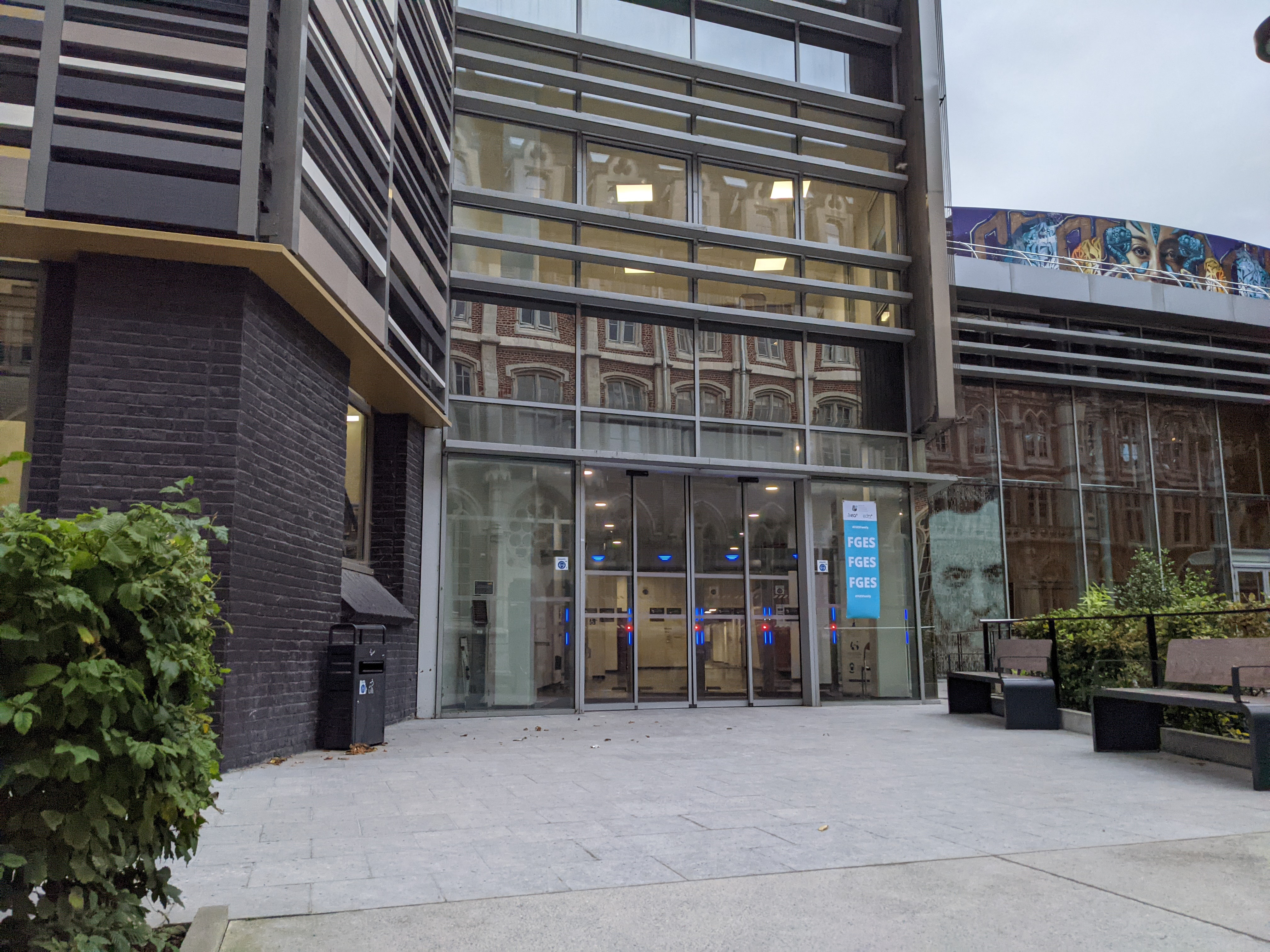
Faculté de gestion, économie et sciences.
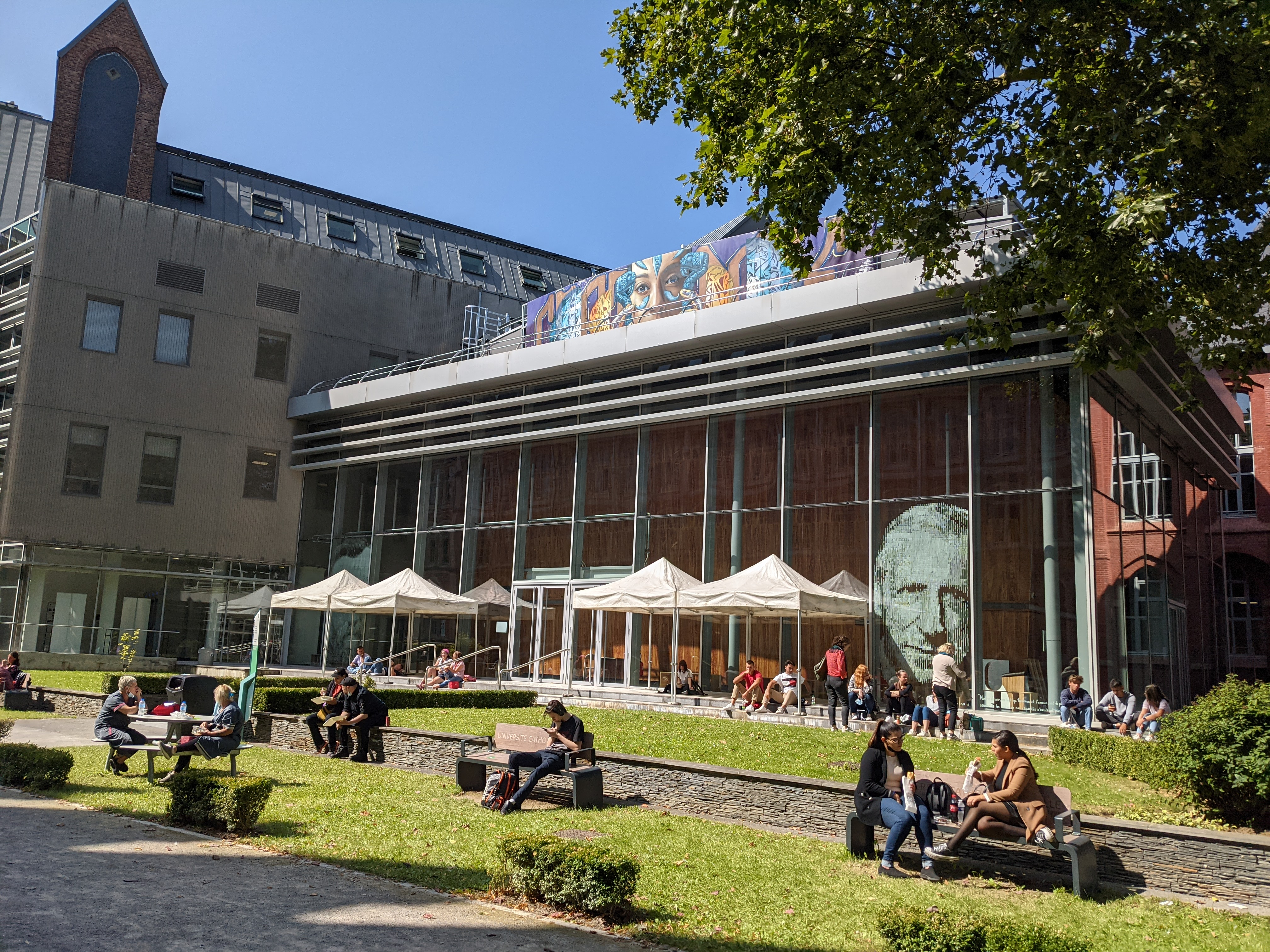
Amphithéâtre Teilhard de Chardin.
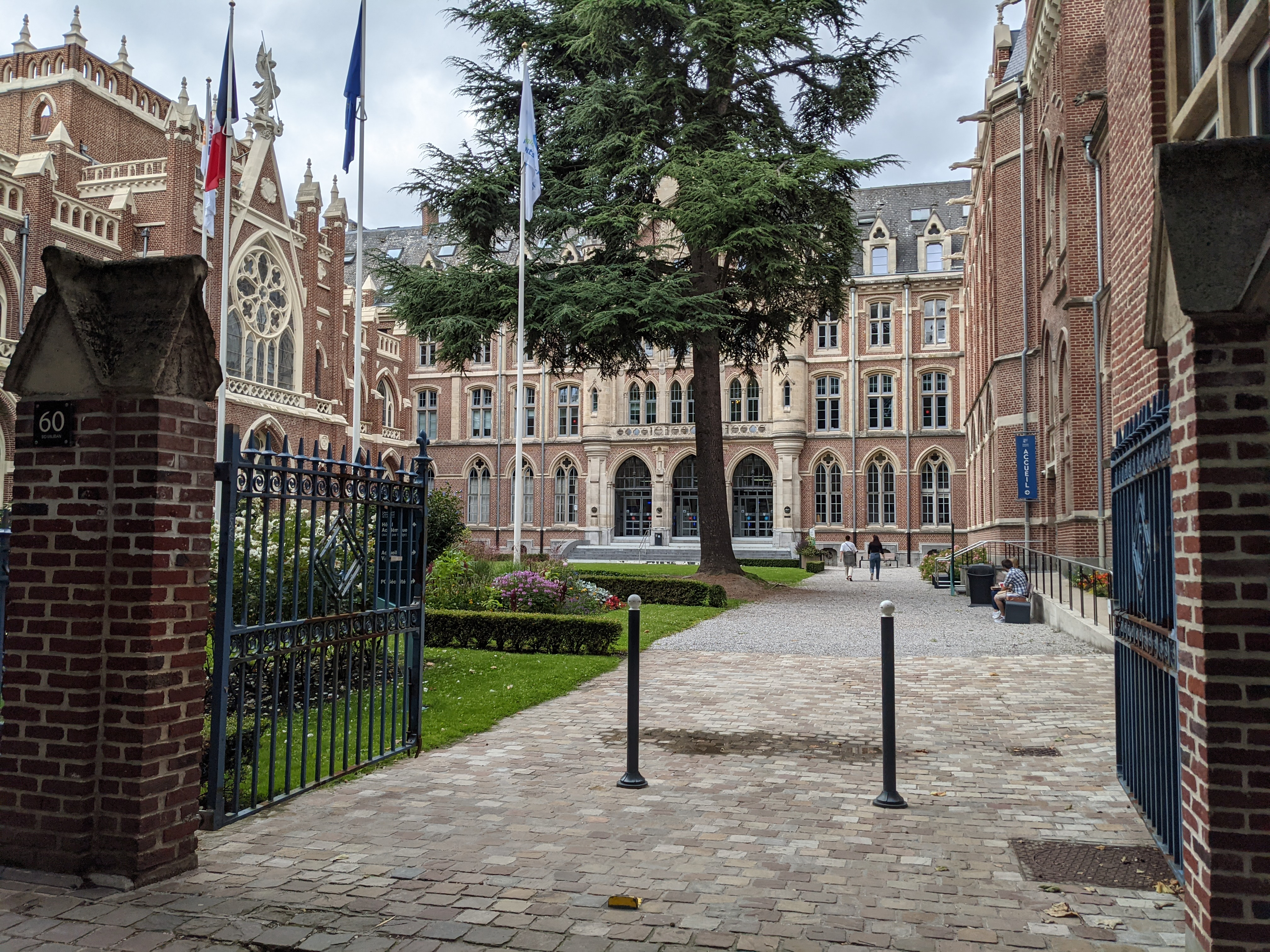
Cour d'honneur.

### Grandes écoles et instituts
Au 7 décembre 2021, l'université catholique de Lille (FUPL), regroupe une vingtaine d'écoles et instituts réparties en quatre pôles :

#### Pôle Droit, économie, gestion, management
- EDHEC Business School
- IÉSEG School of Management
- ESTICE International Business School
- ESPAS Business & Biosciences
- Institut des stratégies et techniques de communication (ISTC)
- Institut de journalisme tous médias (IJTM)

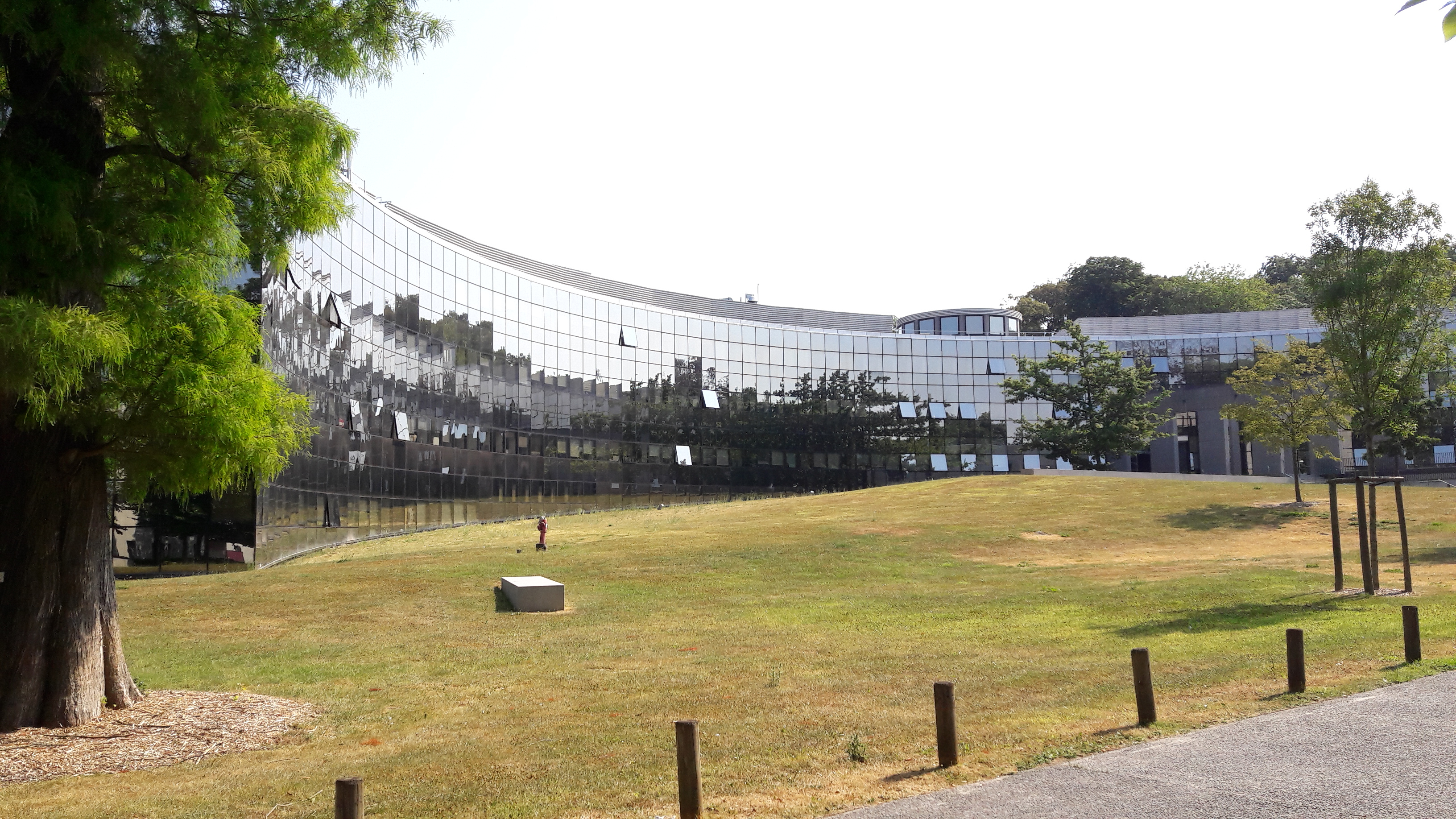
Campus de l'EDHEC Business School à Roubaix.
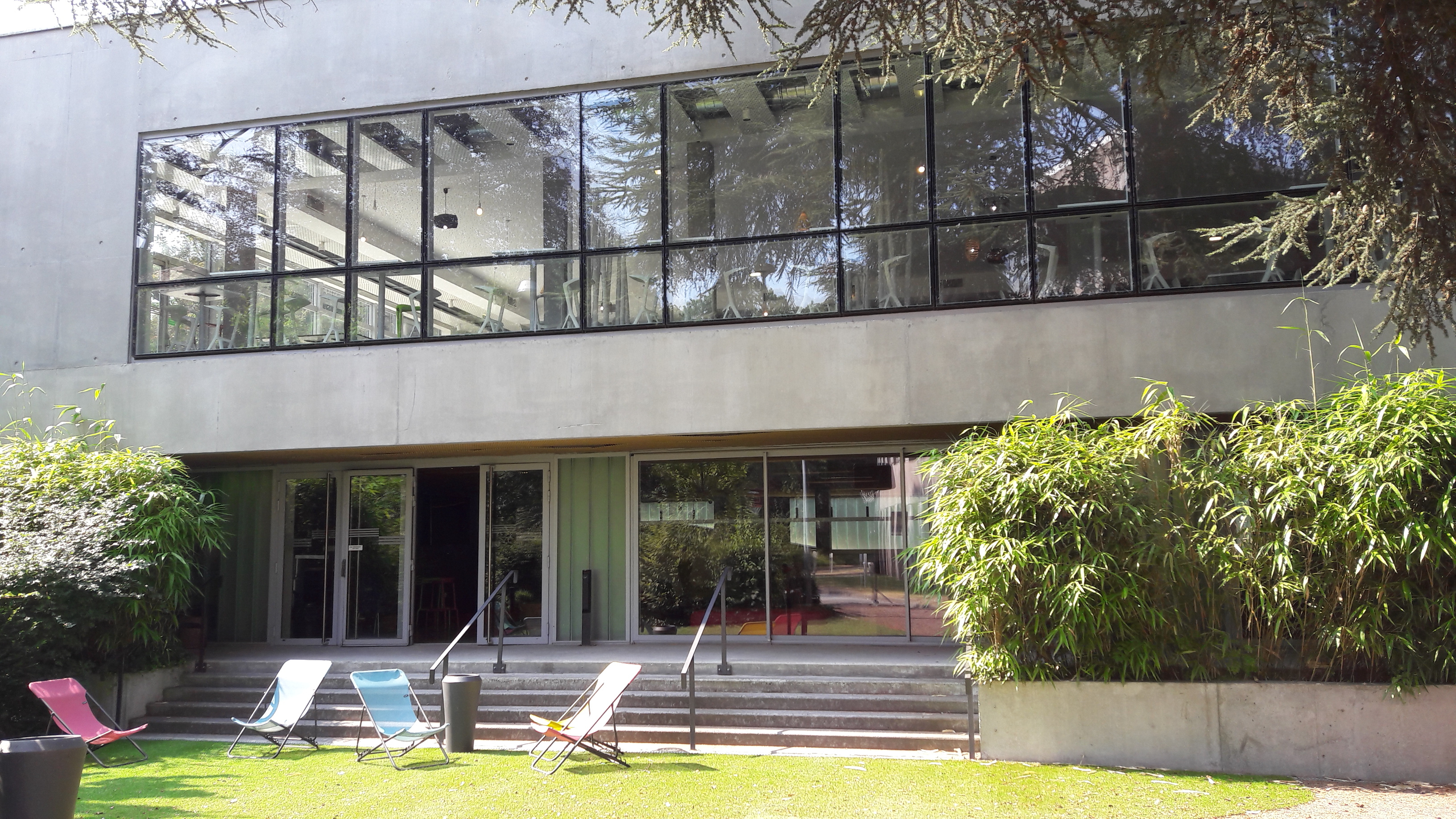
Un bâtiment de l'EDHEC Business School.
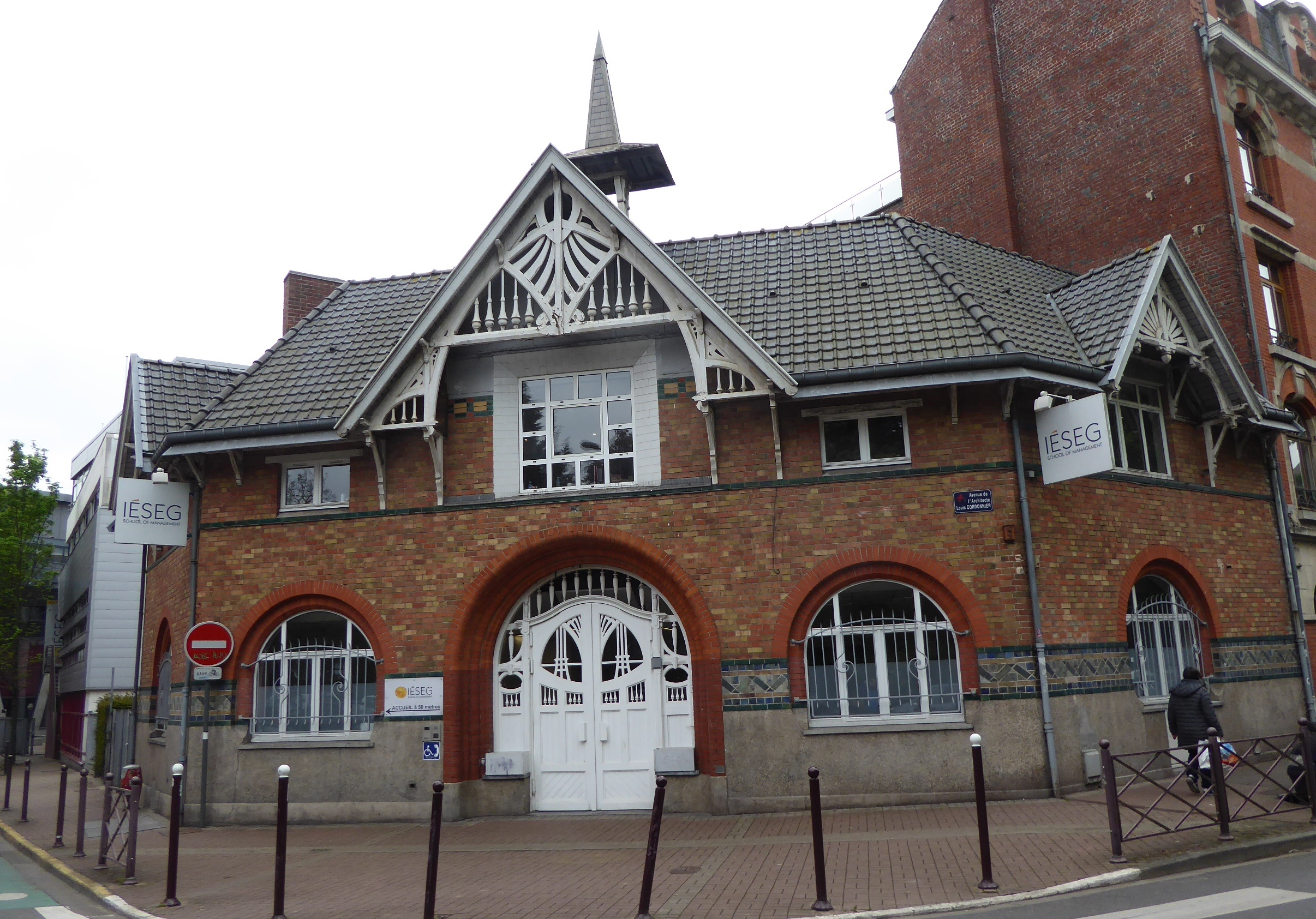
Bâtiment de l'IÉSEG sur le campus Lille-Vauban.

#### Pôle sciences, technologies et numérique
- École d'ingénieurs Junia :
  - Junia HEI, ingénieurs généralistes ;
  - Junia ISEN, ingénieurs des nouvelles technologies et du numérique ;
  - Junia ISA, agriculture, agroalimentaire, environnement, paysage
- Institut catholique d'arts et métiers (ICAM)
- École supérieure privée d'application des sciences (ESPAS)
- PIKTURA, École de l'image

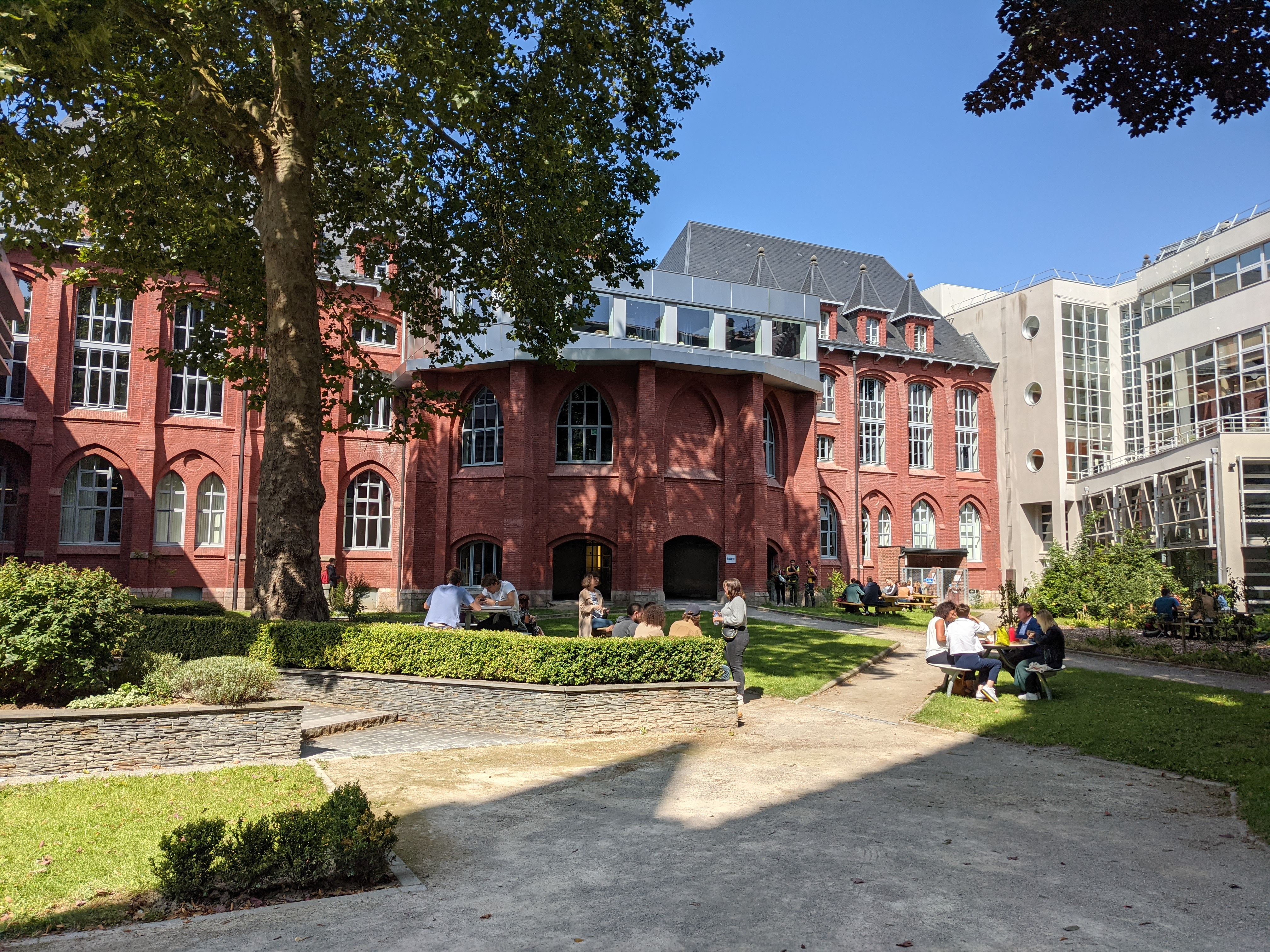
École des hautes études d'ingénieur (Junia HEI Lille).
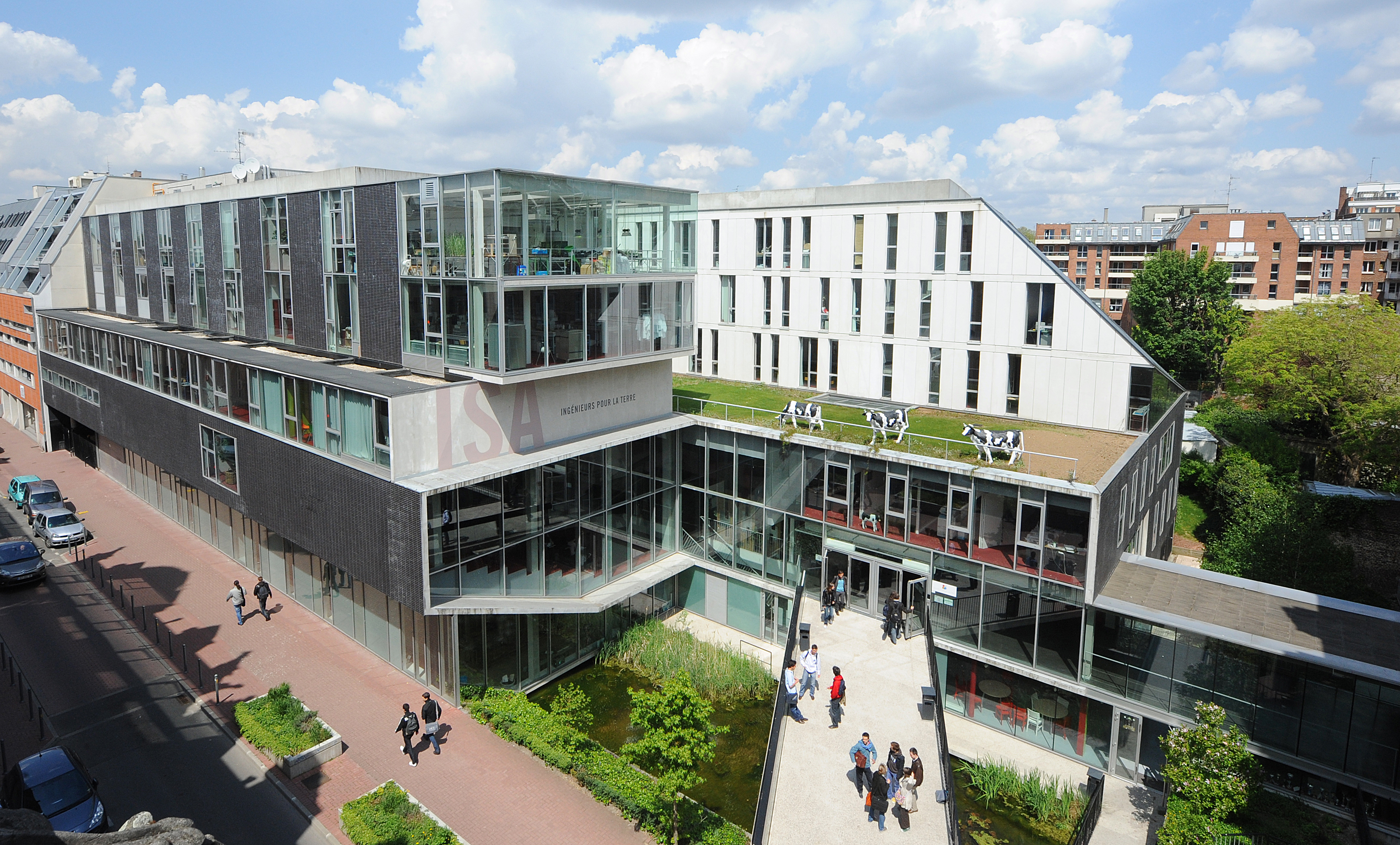
Institut supérieur d'agriculture (Junia ISA Lille).
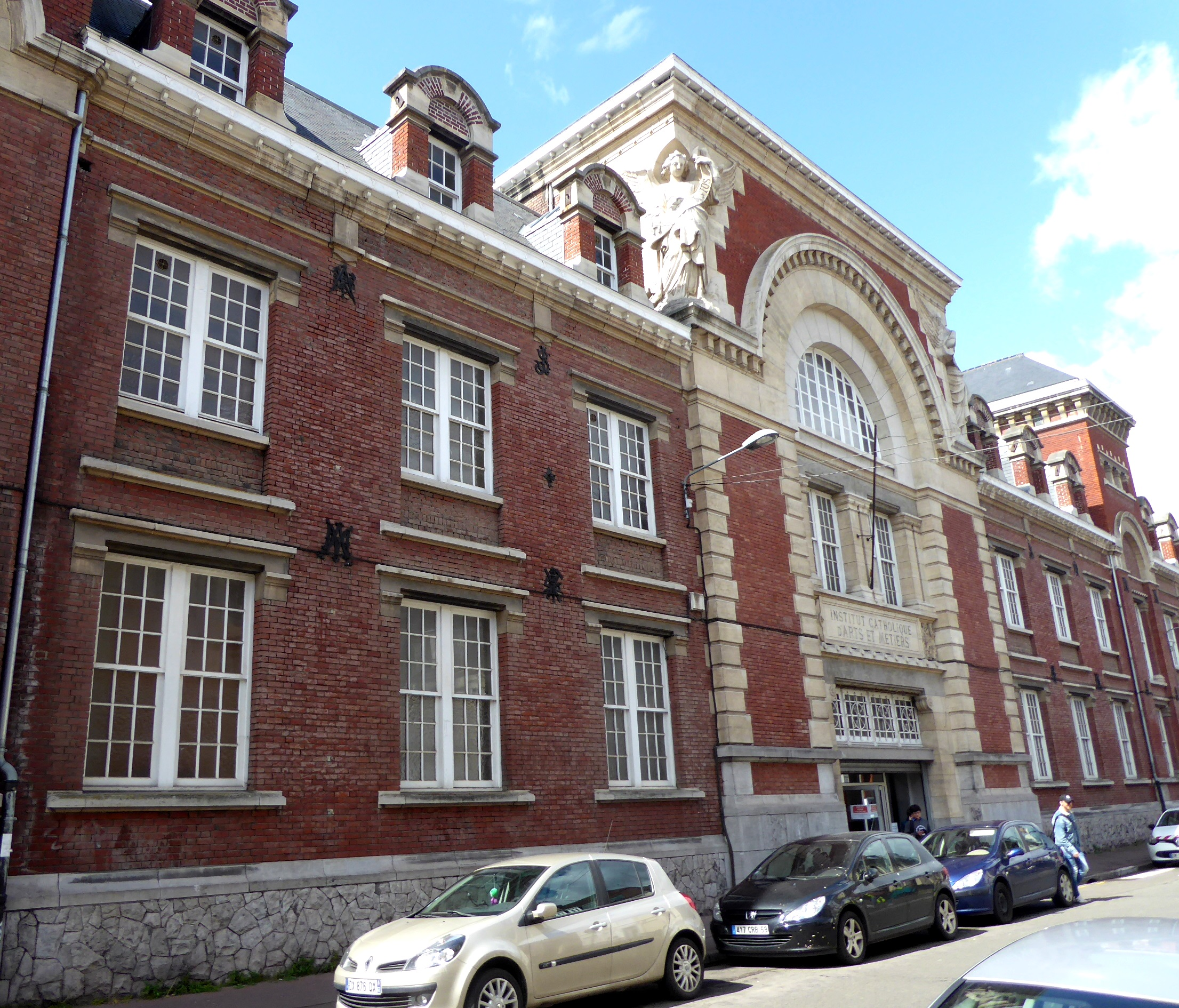
Institut catholique d'arts et métiers de Lille (ICAM).
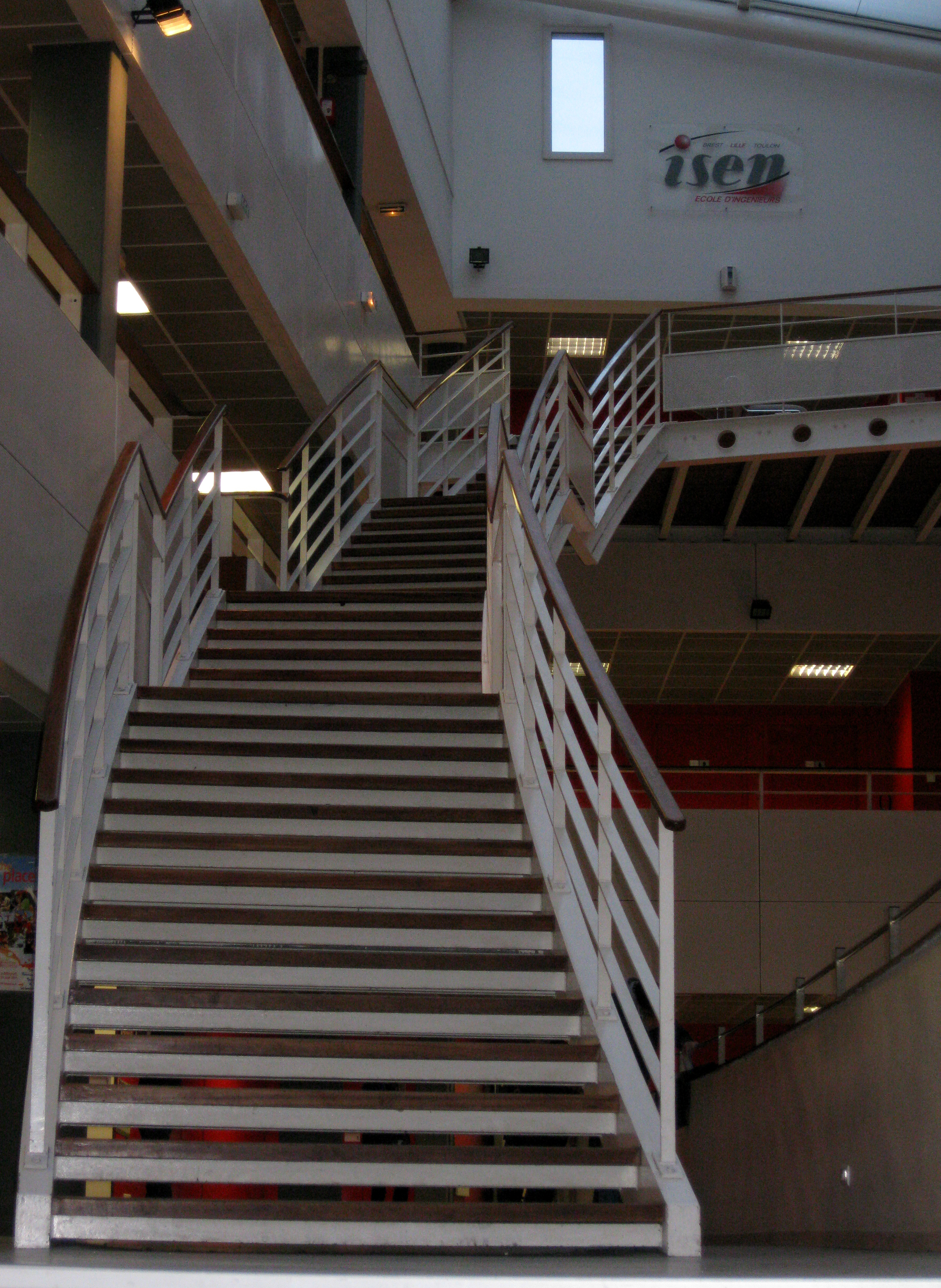
Institut supérieur de l'électronique et du numérique (Junia ISEN Lille).

#### Pôle Santé et social
- Institut de formation en masso-kinésithérapie (IFMK)
- Institut de formation en pédicurie-podologie (IFPP)
- IKPO, kinésithérapie, orthopédie et podologie
- ESSLIL, l'école des sciences de la société

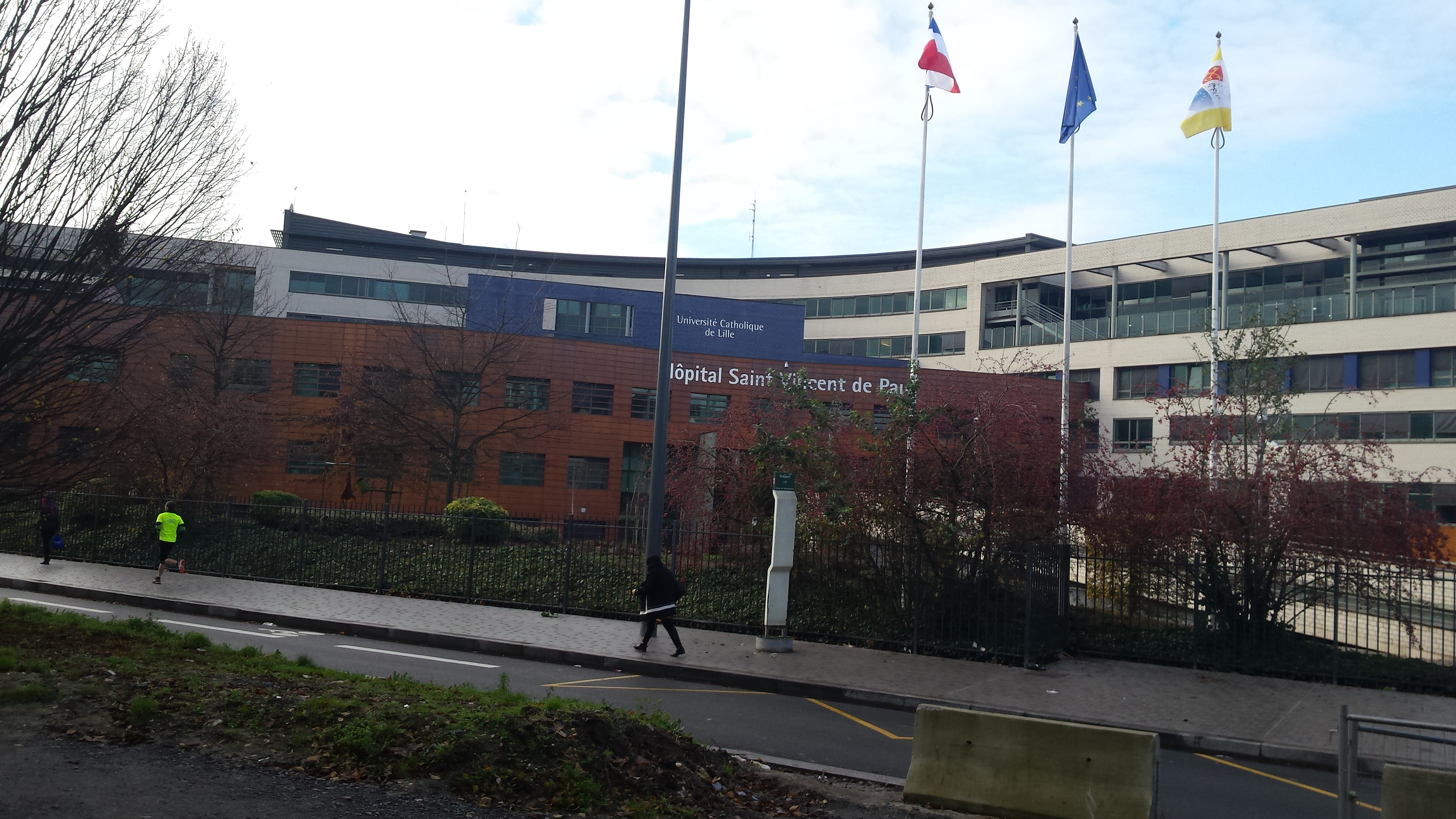
Le CH Saint Vincent de Paul de l'université catholique de Lille.

#### Pôle Pédagogie
- IFP (Institut de formation pédagogique), préparation au métier d'enseignant.

### Lycées associés
Au 1er janvier 2024, l'université catholique de Lille comprend les lycées associés suivants :
- le lycée privé Frédéric-Ozanam, classe préparatoire pour l’ICAM intégré ;
- le lycée privé Saint-Paul ;
- le lycée privé Notre-Dame-de-la-Paix ;
- l’ensemble scolaire La-Salle Lille ;
- le lycée privé Saint-Jude ;
- l’ensemble Saint-Luc Cambrai.

## Localisation
Le siège social et la présidence de l'université sont situés au 60, boulevard Vauban, 59000 Lille. Les implantations de l'université à Lille sont :
- le campus universitaire Vauban :
  - au 60 boulevard Vauban, abritant la Faculté des lettres et sciences humaines (FLSH) ;
  - au 41 boulevard Vauban, abritant l'Institut supérieur de l'électronique et du numérique - Junia (ISEN) ;
  - aux 56 et 58 rue du Port, abritant la Faculté de médecine, maïeutique, sciences de la santé de Lille, la Faculté de droit (FLD) et USCHOOL ;
  - au 13 rue de Toul, abritant la Faculté de gestion, d'économie et de sciences (FGES) ;
  - au 41 rue du Port, abritant ESSLIL, l'école des sciences de la société
  - au 2 rue Norbert Segard, abritant l'École des hautes études d'ingénieur - Junia (HEI) ;
  - au 2 rue Norbert Segard, abritant l'Institut supérieur d'agriculture de Lille - Junia (ISA) ;
  - au 3 rue de la Digue, abritant l'IÉSEG School of Management ;
  - au 6 rue Auber, abritant l'Institut catholique d'arts et métiers de Lille (ICAM) ;
  - au 10 rue Saint-Jean-Baptiste de la Salle, abritant l'Institut de kinésithérapie podologie orthopédie (IKPO) ;
- le campus Saint-Raphaël, au 83 boulevard Vauban, abritant l'ESPOL, l'ESTICE, l'ESPAS et l'ISTC ;
- le campus WeNov à EuraTechnologies, au 177 allée Clémentine Deman, abritant les masters de la Faculté de gestion, d'économie et de sciences (FGES), l'École Du Numérique (EDN) et les masters de l'Institut Supérieur des Techniques de Communication (ISTC) ;
- le site du centre hospitalier Saint-Vincent-de-Paul, boulevard de Belfort à Lille ;
- le site du centre hospitalier Saint-Philibert, rue du Grand But au sein de la commune associée de Lomme.

À Roubaix / Croix :
- au 24 avenue Gustave Delory, le campus de l'EDHEC Business School ;
- au 86 rue d'Hem, l'Institut Etienne Leclercq.

## Recherche

### Laboratoires de recherche
En septembre 2021, l'université polytechnique Hauts-de-France (UPHF) et l'université catholique de Lille (FUPL) créent l'École doctorale polytechnique Hauts-de-France, dans le cadre de l'Alliance universitaire polytechnique Hauts-de-France initiée en 2020,.
En 2017, l'activité de recherche de l'université catholique de Lille est portée par près de 440 enseignants-chercheurs et chercheurs, et environ 140 doctorants (inscrits en thèse dans les écoles doctorales des universités publiques)[réf. souhaitée]. Cet effectif est réparti sur une cinquantaine d’unités de recherche dans des champs disciplinaires aussi variés que les nanosciences, la psychologie, l'économie, le droit ou encore la théologie. Certaines unités de recherche de l'université catholique de Lille sont labellisées et portées en co-tutelle avec des universités publiques.
Il s'agit de deux unités mixtes de recherche du CNRS :
- le laboratoire Lille Économie et Management (LEM[38] - UMR 8179), UCL (IÉSEG), ULille, ULCO ;
- l’institut d'électronique de microélectronique et de nanotechnologie (IEMN[39], UMR 8520), UCL (Junia ISEN), ULille, UPHF.

Ainsi que quatre équipes d’accueil en co-tutelle, dont une en propre :
- le laboratoire Experiments, Transhumanism, Human Interactions, Care & Society (ETHICS, EA 7446[40]), UCL (Facultés de l'UCL et ISTC) ;
- le laboratoire de Génie Civil et Géo-Environnement (EA LGCgE[41]), UCL (Junia ISA et HEI), UArtois, IMT Nord Europe, ULille (Polytech Lille et FST) ;
- le laboratoire d'électrotechnique et d'électronique de puissance de Lille (EA - L2ep[42]), ULille (Cité Scientifique), Arts et Métiers (CER Lille), Centrale Lille et UCL (Junia HEI) ;
- l’institut Charles Viollette, ULille (Polytech Lille, FST), Centrale Lille, ULCO, UArtois, UCL (Junia ISA), INRAE.

L’existence d’un Centre de Recherche Clinique est également notable. L'université catholique de Lille est également l'une des co-tutelles de la Maison européenne des sciences de l'homme et de la société (MESHS) Lille Nord de France.
Depuis une dizaine d’années environ, les établissements de l'université catholique de Lille ont fourni un effort important pour structurer et renforcer leur activité de recherche. Au niveau de la fédération, cet effort a porté sur l'organisation de la recherche, avec la nomination d'un vice-président chargé de la recherche et la création d'un conseil de recherche de l'université. Cette organisation a induit une structuration des champs de recherche couverts par les centres et les enseignants-chercheurs de la fédération, favorisant l’émergence de grands axes thématiques transversaux. Ils concernent l'Homme et son bien-vivre dans la société contemporaine :
- responsabilités et risques ;
- éthique, prendre soin et perte d'autonomie ;
- énergie, habitat, développement durable et environnement ;
- innovation, intelligence collective et nouvelles interactions humaines.

### Scientométrie
En 2021, l'université catholique de Lille et sa faculté de gestion, économie et sciences, se hissent à la 6e place française dans le classement de Shanghai dans le domaine de la finance, juste derrière l'EDHEC Business School, membre de l'université catholique de Lille, et devant l'université PSL. En administration des affaires, elle se hisse à la 14e place française dans le classement de Shanghai, devant Toulouse Business School et l'université de Lille.
En 2020, l'université catholique de Lille se positionne à la 4e place des meilleures universités françaises selon les étudiants dans le classement StuDocu[Quoi ?], devant l'université Toulouse-III-Paul-Sabatier et derrière l'université d’Angers et l'EM Lyon Business School[réf. souhaitée].

## Personnalités liées

### Enseignants
- Aliocha Wald Lasowski, philosophe français, responsable du département des études littéraires de la faculté des lettres et sciences humaines.
- Eugène Duthoit, juriste français et doyen de la faculté de droit.
- Antoine Fleyfel, philosophe franco-libanais.
- Leïla Babès, sociologue des religions, spécialiste de l'islam contemporain.
- Thérèse Lebrun, économiste française, président-recteur de l'université de 2003 à 2012.
- Thierry Magnin, prêtre catholique, président-recteur délégué de l'université depuis 2020.
- Henri-Constant Groussau, homme politique français, fondateur de la faculté de droit.
- Paul Jorion, anthropologue belge.
- Pierre N'Gahane, haut fonctionnaire français, doyen de la faculté des sciences économiques et de gestion de 1996 à 2005.
- Amédée de Margerie, philosophe français, ancien doyen de la faculté des lettres et sciences humaines.
- Gustave Théry, avocat français, cofondateur de l'université catholique de Lille.

### Étudiants
- Ludovic Pajot, homme politique français (diplômé de la faculté de droit).
- Alma, chanteuse française (diplômée de l'IÉSEG).
- Cédric Vasseur, coureur cycliste français (diplômé d'HEI).
- Francis Vercamer, homme politique français (diplômé d'HEI).
- Roland Delmaire, professeur d'université (diplômé de la faculté des lettres).
- Barbara Lavernos, femme d'affaires, directrice générale adjointe du groupe L'Oréal depuis 2021 (diplômée de HEI).
- Pierre N'Gahane, haut fonctionnaire français, doyen de la faculté des sciences économiques et de gestion de 1996 à 2005 (diplôme de la faculté de sciences économiques).
- Thérèse Lebrun, économiste française, président-recteur de l'université de 2003 à 2012 (diplômée de l'IÉSEG).
- Pierre Grabar, immunologiste français (diplômé d'HEI).
- Pauline Eyebe Effa, enseignante, économiste et entrepreneure camerounaise

## Vie étudiante

### Vie associative

#### Fédération des étudiants
La Fédération des étudiants de l'université catholique de Lille (ou FEUCL) créée en 1926 coordonne les quelque 500 associations du campus et représente les 33.000 étudiants dans les assemblées de la FUPL, ainsi qu'au niveau régional, par le CROUS.

#### ALL, tous les services de la vie étudiante
ALL gère 1.400 chambres en résidences ainsi que les restaurants universitaires qui servent environ 2.500 repas par jour.
ALL propose, en complément des résidences et restaurants, une salle de sport accessible à tous les étudiants de l'université catholique de Lille ainsi qu'un centre polyvalent de santé universitaire.

#### Associations internes aux écoles et facultés
La plupart des écoles et facultés possèdent un bureau des étudiants (BDE) ou une corporation qui s'occupe aussi bien d'événementiel, de solidarité ou de culture. Les BDE et corporations représentent leur école ou faculté à la FEUCL. Par exemple, l'ACEM (Association corporative des étudiants en médecine), créée en 1910, est la plus ancienne corporation étudiante française[réf. nécessaire].
En plus des BDE et corporations, les écoles et facultés de la Catho comprennent des associations sportives, humanitaires, culturelles, festives ou événementielles.
Il existe des associations professionnalisantes comme L'Instant Start-Up qui organise des rencontres avec des entrepreneurs au sein de l'université ou encore des juniors entreprises.

### Activités
Les étudiants ont accès à des activités sportives grâce au centre d'Ennetières-en-Weppes de la « Catho », ou encore aux salles de sport de l'ALL. L’université propose aussi un espace culturel qui organise des conférences de culture générale, des débats de société, des rencontres d’exception et de nombreuses expositions de valorisation du patrimoine. Un des bâtiments accueille aussi une salle d’exposition.

### Logement
ALL logement propose 21 résidences universitaires sur le campus et en métropole lilloise.
De nombreux étudiants ont recours à la location de studio ou à la colocation, dans le quartier Vauban ou dans le Vieux-Lille, des quartiers avec une très forte concentration d'étudiants et une moyenne d'âge très basse.
La plateforme logement de l'école regroupe également des offres de logements dans les quartiers ci-dessus.

## La fondation de l'université catholique de Lille
La fondation de l'université catholique de Lille a été créée sous l'égide de la Fondation de France afin de soutenir les activités générales de l'université : soutien à l'enseignement et à la recherche, accompagnement des étudiants et restauration du patrimoine.
La fondation attribue également des bourses et soutient des projets solidaires portés par les étudiants.

## Controverses
En 2015, une femme médecin de hôpital Saint-Philibert poursuit son employeur (l'institut catholique de Lille) pour harcèlement et discrimination à caractère homophobe.
En janvier 2020, des défenseurs du patrimoine s'opposent à la démolition de la chapelle Saint-Joseph du collège Saint-Paul de Lille qui est finalement détruite en février 2021,,.
Le 16 mars 2023, J. Paul Getty Museum annonce l'acquisition de l'Évangéliaire de Saint-Mihiel vendu par l'université catholique de Lille. Considéré comme « l'un des manuscrits médiévaux les plus importants au monde », il avait été désigné trésor national le 21 février 2020.